# Новогіреєво (станція метро)
55°45′06″ пн. ш. 37°49′02″ сх. д. / 55.75167° пн. ш. 37.81722° сх. д.
«Новогіре́єво» (рос. Новогиреево) — станція Калінінської лінії Московського метрополітену, розташована між станціями «Перово» і «Новокосино». Розташована на території однойменного району Східного адміністративного округу міста Москви під Зеленим проспектом на його перетині зі Свободним проспектом.
З моменту відкриття в 1979 році і до введення в дію станції «Новокосино» в 2012 році ця станція була кінцевою.
Станцію відкрито 30 грудня 1979 у складі черги «Марксистська» — «Новогіреєво».

## Вестибюлі
У станції два підземних вестибюлі. До західного веде ескалатор, що працює тільки на підйом, і сходи, до східного  — тільки сходи. Обидва вестибюлі ведуть у переходи під Зеленим проспектом, і виходи з кожного переходу на обидві сторони від осі переходу. Таким чином, всього біля станції фактично вісім виходів.

## Технічна характеристика
Конструкція станції — колонна трипрогінна мілкого закладення (глибина закладення — 9 м). Споруджена зі збірних конструкцій на основі типового проекту. На станції 2 ряди по 26 колон з кроком 7,5 м (збільшено порівняно з типовим проектом).

## Оздоблення
Колони станції оздоблені світлим мармуром і прикрашені яскравим різнобарвним фризом з склокристаліту з сюжетами на тему природи Підмосков'я. Колійні стіни оздоблені світлим мармуром у верхній частині і сіро-блакитним мармуром в нижній частині, на них також розміщений кольоровий фриз. Підлога викладена червоним і коричневим гранітом, смуги білого мармуру поділяють його на квадрати. Світильники приховані у ребристій стелі.

## Колійний розвиток
Станція з колійним розвитком — 6 стрілочних переводів, перехресний з'їзд і 2 станційні колії для обороту та відстою рухомого складу, які переходять у двоколійну ССГ в електродепо «Новогіреєво».

## Пересадки
- Залізничної платформи   Новогіреєво
- Автобуси: 21, 36, 237, 247, 276, 314, 615, 617, 645, 659, 662, 776, 884, 974, т64, т75, т77, н4; 

Схема колійного розвитку станції «Новогіреєво»

  - обласні: 17
- Трамваї: 36, 37;